# 八幡野八幡宮・来宮神社社叢

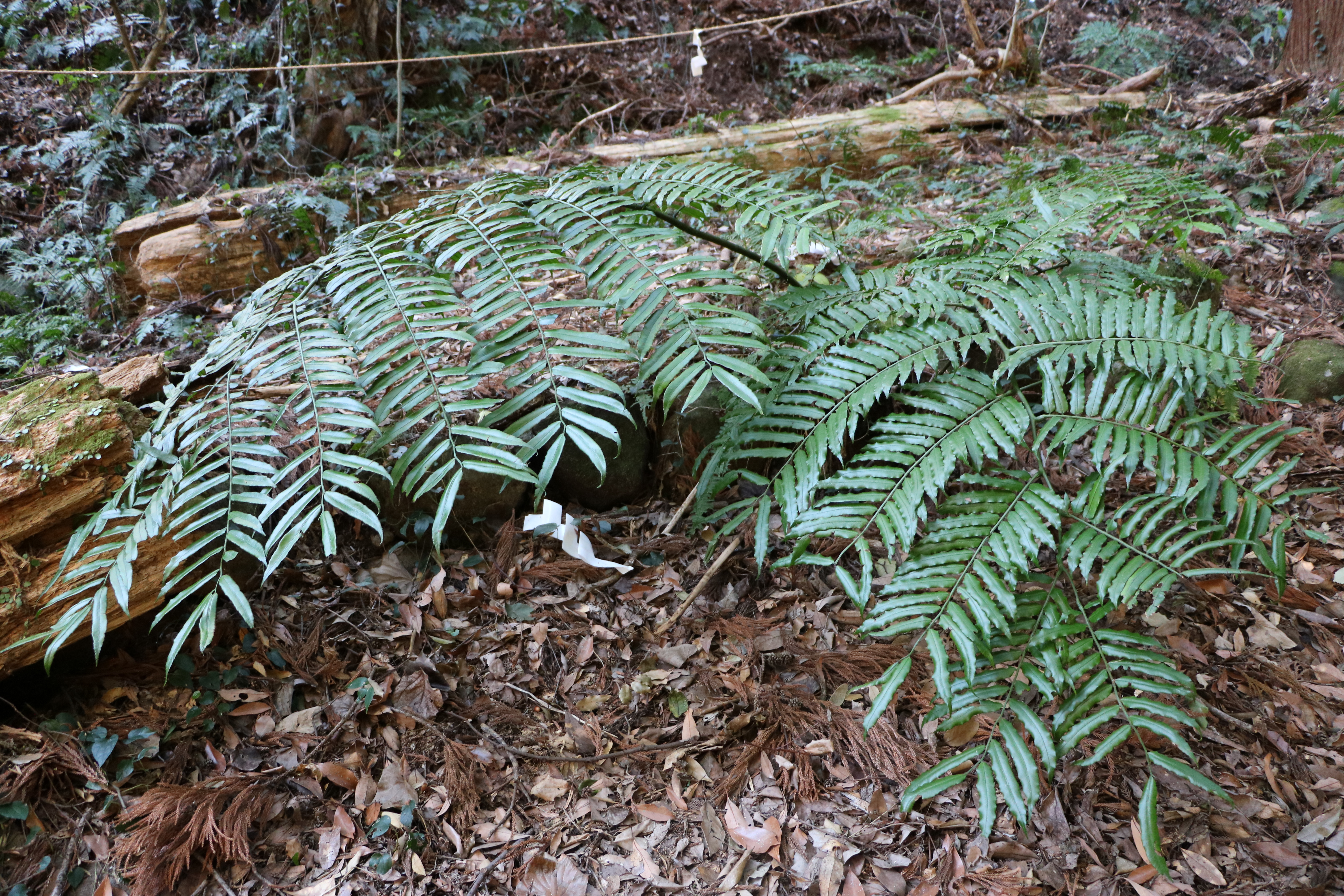
八幡野八幡宮来宮神社社叢。指定地のリュウビンタイ。2024年1月17日撮影。

八幡野八幡宮・来宮神社社叢（やわたのはちまんぐう・きのみやじんじゃしゃそう）は、静岡県伊東市八幡野に鎮座する八幡宮来宮神社の境内にある暖地性樹種に覆われた緑豊かな社叢で、境内の植物相が国の天然記念物に指定されている。
指定地の林相は常緑のカシ類で占められ、全体的にはスダジイが優占する極相林であるが、この社叢の特徴は鬱蒼とした暖地性高木に覆われた直射日光の届かない林床部の植生にある。指定地の林床はシダ類や、つる性植物の生育が顕著で、中でも大型の熱帯性シダのリュウビンタイは、この社叢が自生の北限として日本の植物学者らの間で知られており、国立科学博物館植物研究部室長を務めた同館名誉研究員の近田文弘は「常緑広葉樹林というよりは亜熱帯のそれを想わせさえする」と指摘している。
指定範囲の面積は小規模であるが、伊豆半島における暖帯林の森林相を代表するものであり、伊豆半島沿岸部の地勢と気候の影響を大きく受けたことによって形成された植生が、ほぼ自然の状態で保存されていることから、1934年（昭和9年）8月9日に国の天然記念物に指定された。

## 解説

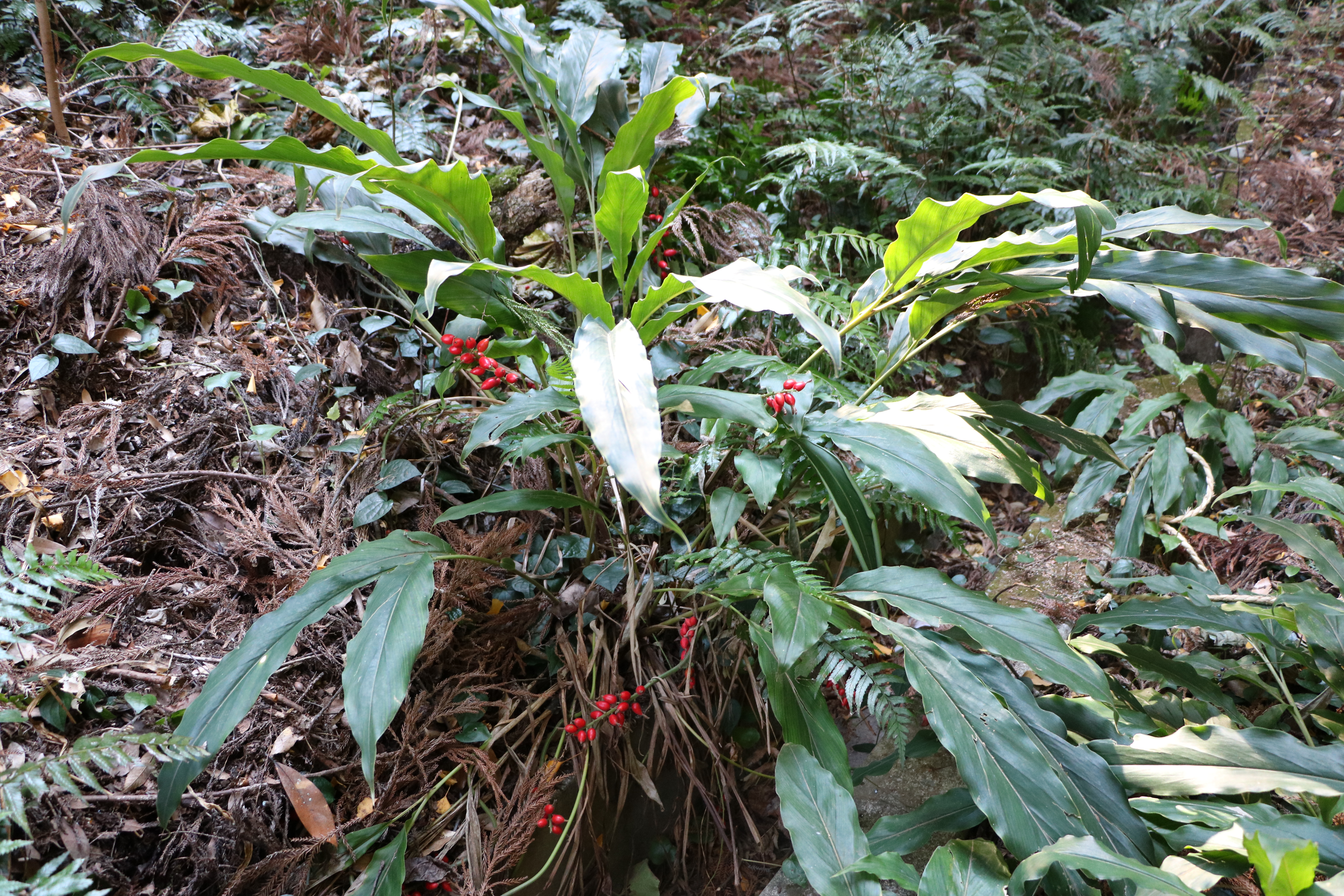
八幡野八幡宮来宮神社社叢のハナミョウガ。2024年1月17日撮影。

八幡野八幡宮・来宮神社社叢は天城山山麓の伊豆半島東海岸近くに所在し、旧田方郡対島村（たじまむら）八幡野地区の郷社である八幡宮来宮神社の神域として、地域の人々により手厚く保護されてきたため、樹木類だけでなく草本類も含め極めて保存状態の良い暖地性の濃緑の豊かな植物相が残されている。
国の天然記念物に指定された社叢のある八幡野八幡宮・来宮神社は、伊東市南部の伊豆高原南西部に位置し、国道135号から500メートルほど西へ入った標高100メートルほどの場所に鎮座している。この神社の境内は東向きの山腹にあり、鳥居をくぐると背の高い杉木立に覆われ日中も暗い、幅の広い参道が続き、緩やかに上った先の上方に社殿があるが、参道の両側と社殿の後方の急傾斜地に暖地性常緑広葉樹が鬱蒼と密生し、林床には夥しい数のシダ植物が繁茂している。この急傾斜地を含む社叢が天然記念物の指定地で、面積1.0haの範囲が指定されている。
社叢を構成する主な樹種はスダジイで、他にはアカガシ、イチイガシ、アラカシ、ウラジロガシの巨樹が見られ、これにシロダモ、タブノキ、クスノキ、バクチノキ、サカキ、モチノキといった暖帯性常緑広葉樹が黒々と茂っている。樹下にはシキミ、イズセンリョウ、アリドオシ、フユイチゴ、ハナミョウガなど日光を嫌う陰地性の草木で覆われている。また枯死した巨樹ではカギカズラ、フウトウカズラ、サカキカズラ、ヒメイタビなどの暖地性つる植物が樹冠を目指して這い登るなど、旺盛で複雑な植物相を呈している。
天然記念物指定に先立ち植物学者の三好学による現地調査が1933年（昭和8年）2月12日に行われたが、今日の最寄り駅である伊豆高原駅のある伊豆急行伊豆急行線は1961年（昭和36年）開業であり、そればかりか伊東線も開業しておらず、当時の伊豆半島東岸へ向かうための最寄り駅は熱海駅であった。三好の調査記録によれば「伊東を距る約七里」と記載されている。

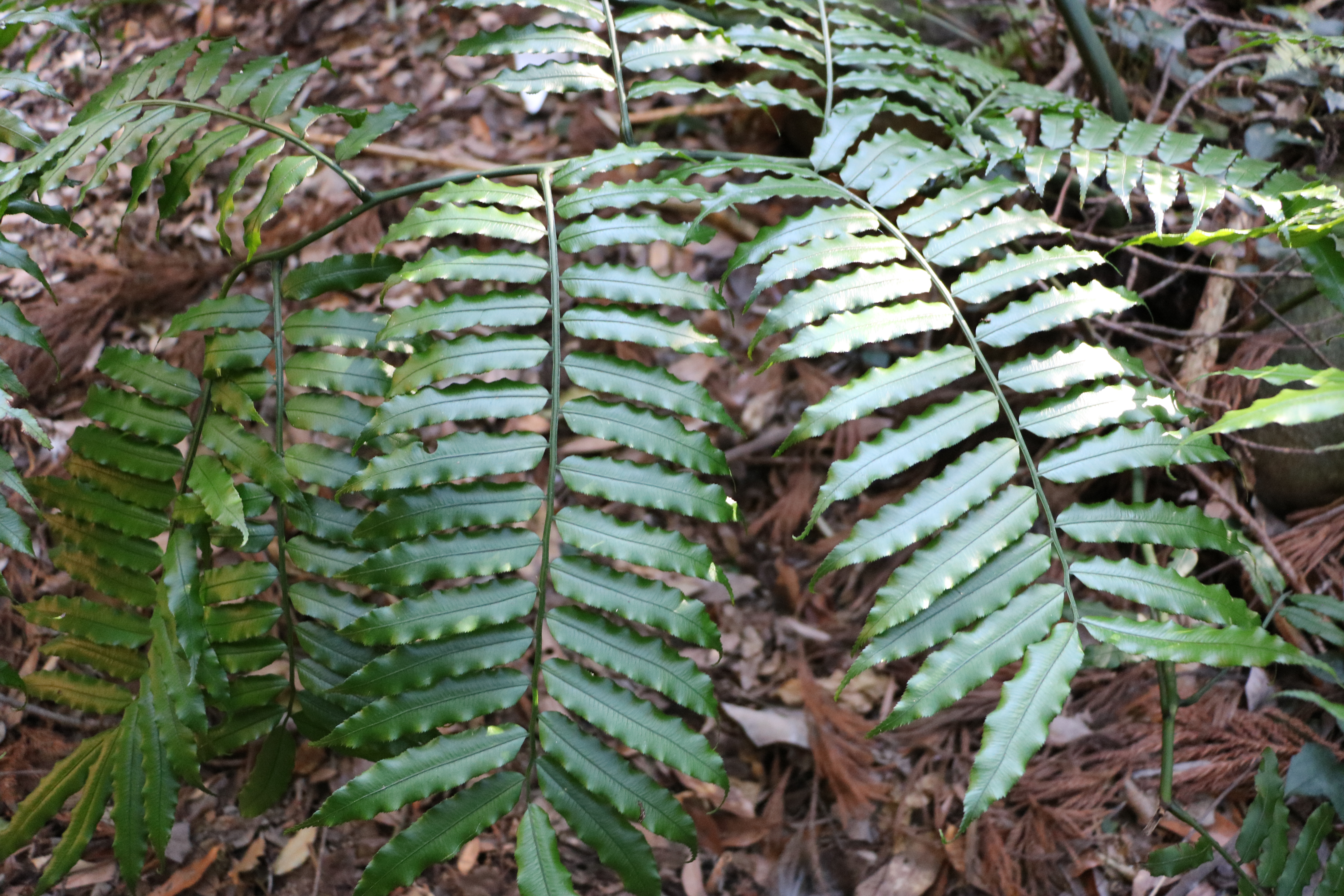
八幡野八幡宮来宮神社社叢のリュウビンタイ。2024年1月17日撮影。

三好の調査直前に静岡県天然記念物調査委員の杉本順一によって、社叢の大まかな調査は行われており、多数の植物が記載されたが、それらのうち「日本暖地産の植物にして分布上注意すべきものなり」として、次の4種を挙げている。
1. リュウビンタイ（竜鬢苔、竜鱗苔、学名：Angiopteris lygodiifolia.）リュウビンタイ科の大型常緑シダで、当時の日本国内での分布は、本州においては三重県の伊勢南部から和歌山県以外では知られておらず、伊豆半島東岸のこの場所での発見により、リュウビンタイの自生北限は当地という事になった[7][注釈 1]。杉本の報告では「幸いに当所には発育加良にして保存の方法良しければ絶滅の虞なからんと信ず。」と記載されている[17]。
2. カギカズラ（鉤葛、学名：Uncaria rhynchophylla (Miq.) Jacks.）アカネ科カギカズラ属の暖地性の植物で、当時知られていた産地は安房（房総半島南部）から西の遠江、三河など太平洋側の地域である[17]。
3. モロコシソウ（唐土草、学名：Lysimachia sikokiana ）サクラソウ科オカトラノオ属の多年草で、当時知られていた産地は紀伊半島以西、四国や九州・沖縄であった[17]。
4. ハイホラゴケ（這洞苔、学名：C. birmanicum (Bedd.) K. Iwats.）コケシノブ科ハイホラゴケ属の常緑小型シダで、当時知られていた産地は上記のカギカズラとほぼ同じであるが、雑種が多く同定が困難な種であるという[18]。

三好の調査でも、これらの暖地系植物、特にリュウビンタイの特筆性が指摘されており、加えて伊豆半島東岸部で進む道路建設など開発による社叢への影響を危惧し、報告書では天然記念物指定の必要性を次のように記述している。
| 「                                                                   | 八幡野は従来偏陴なりしが、最近伊豆南部への自動車道路の開通により往来頻繁となりたれば、本社叢の如く著しき植物に富める所は速やかに天然記念物として保存するの必要あり。 | 」 |
| —三好学（『天然紀念物調査報告. 植物之部 第十四輯』文部省編）1933年。 | |    |

こうして現地調査の翌年の1934年（昭和9年）8月9日に、当時の保存要目の第一「社叢、著シキ並木、名木、巨樹、老樹」として、八幡野八幡宮来宮神社社叢の指定名称で国の天然記念物に指定され、植物学者の本田正次は東京大学理学部学生の指導のため1956年（昭和31年）10月18日に当社叢において現地実習を行うなど、八幡野八幡宮来宮神社社叢は植物学者らの研究対象としても活用され、良好な環境が維持されている。

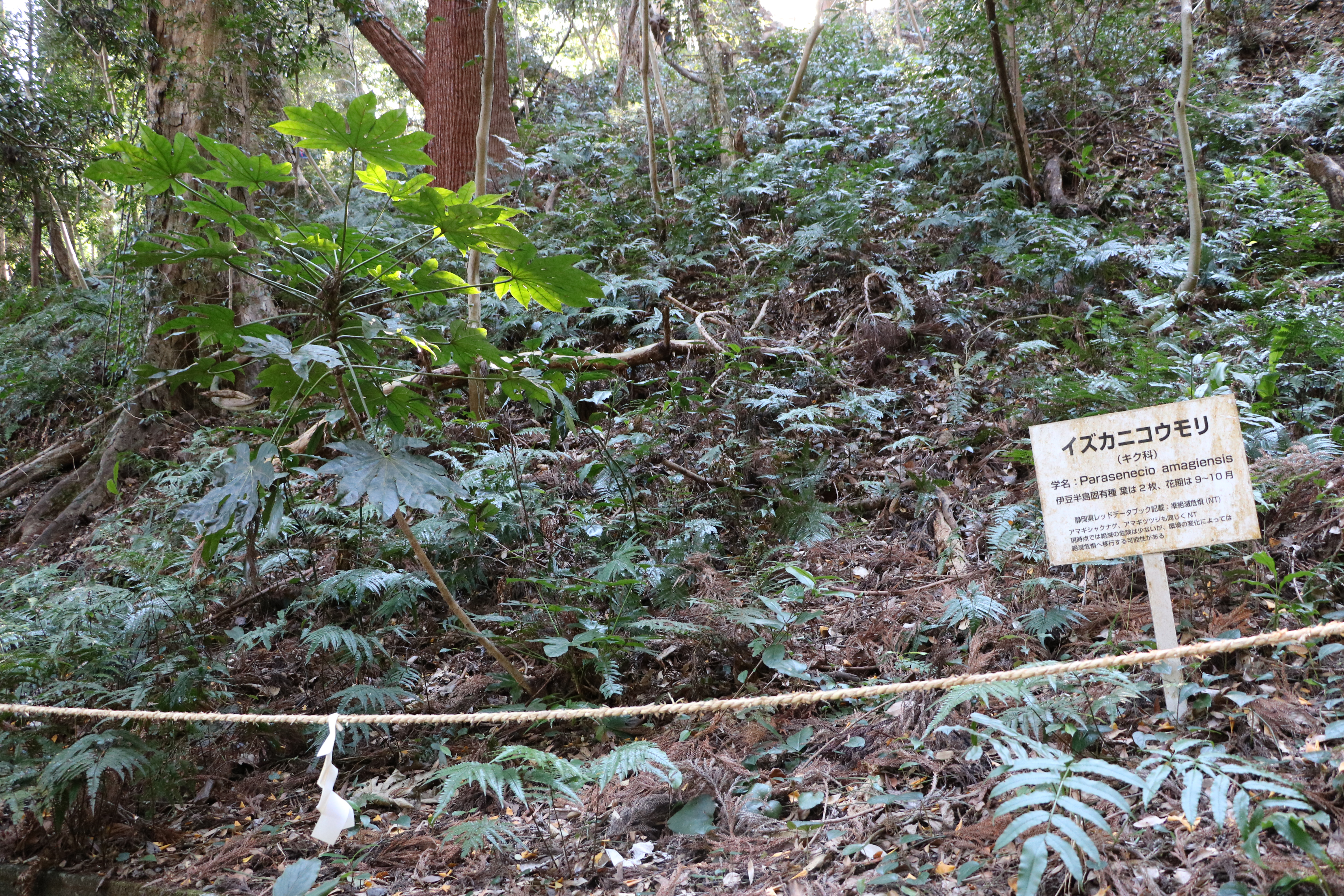
指定地の急傾斜地の植生。伊豆半島の固有種であるイズカニコウモリの標示がある。
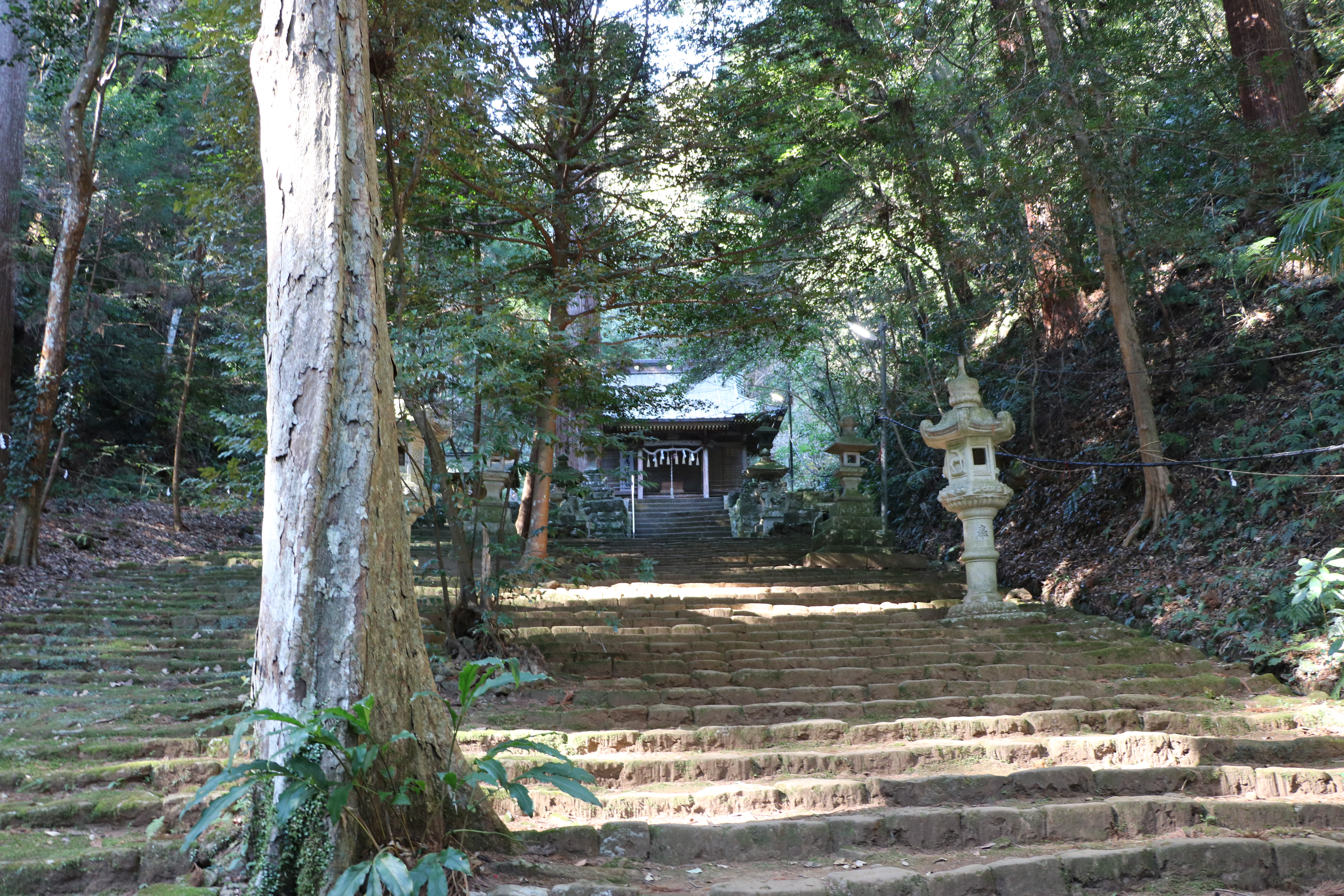
鬱蒼とした高木に覆われた幅の広い参道。両側急傾斜地に暖地性樹木が茂る。
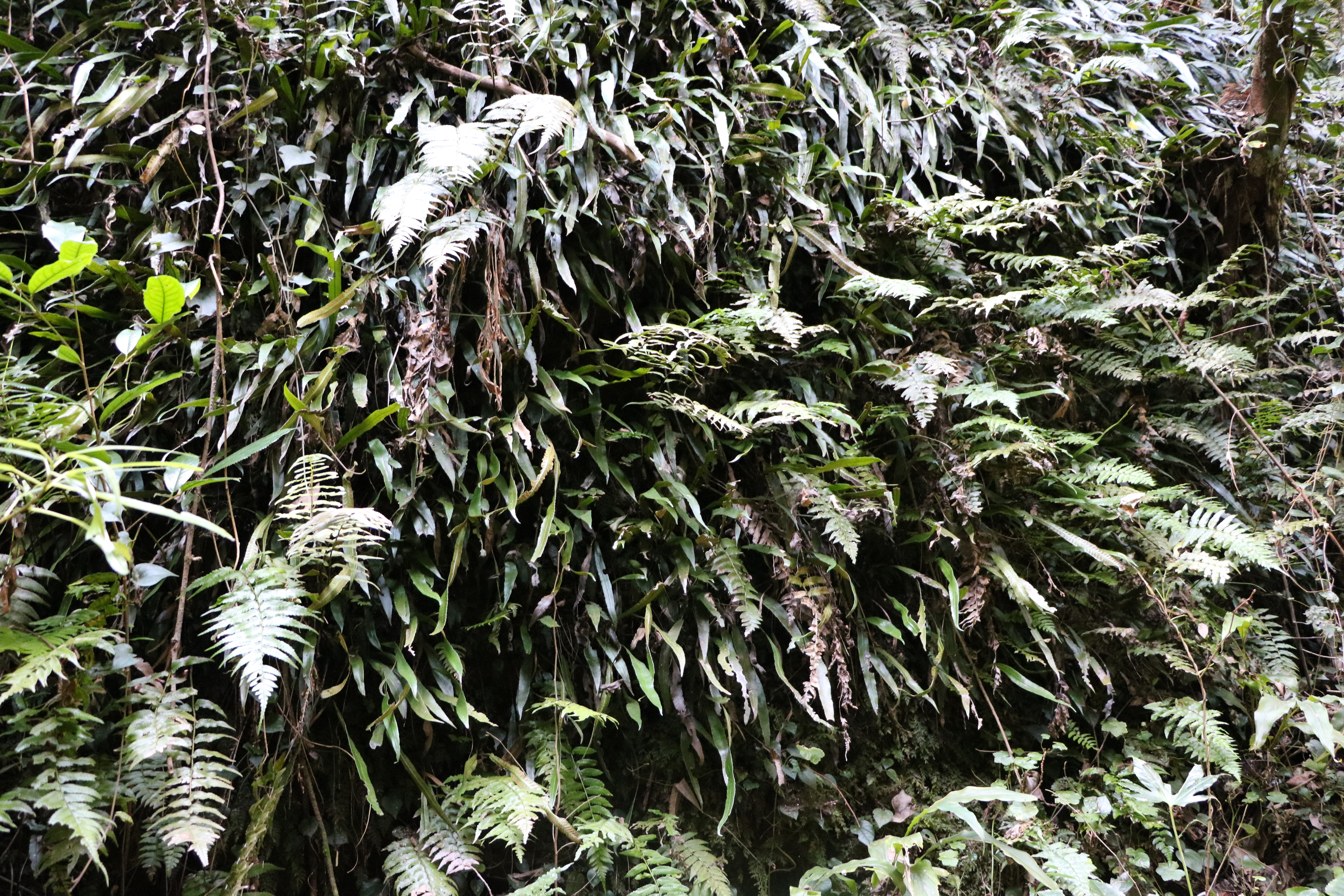
社殿背後の急崖に密生するシダ類。
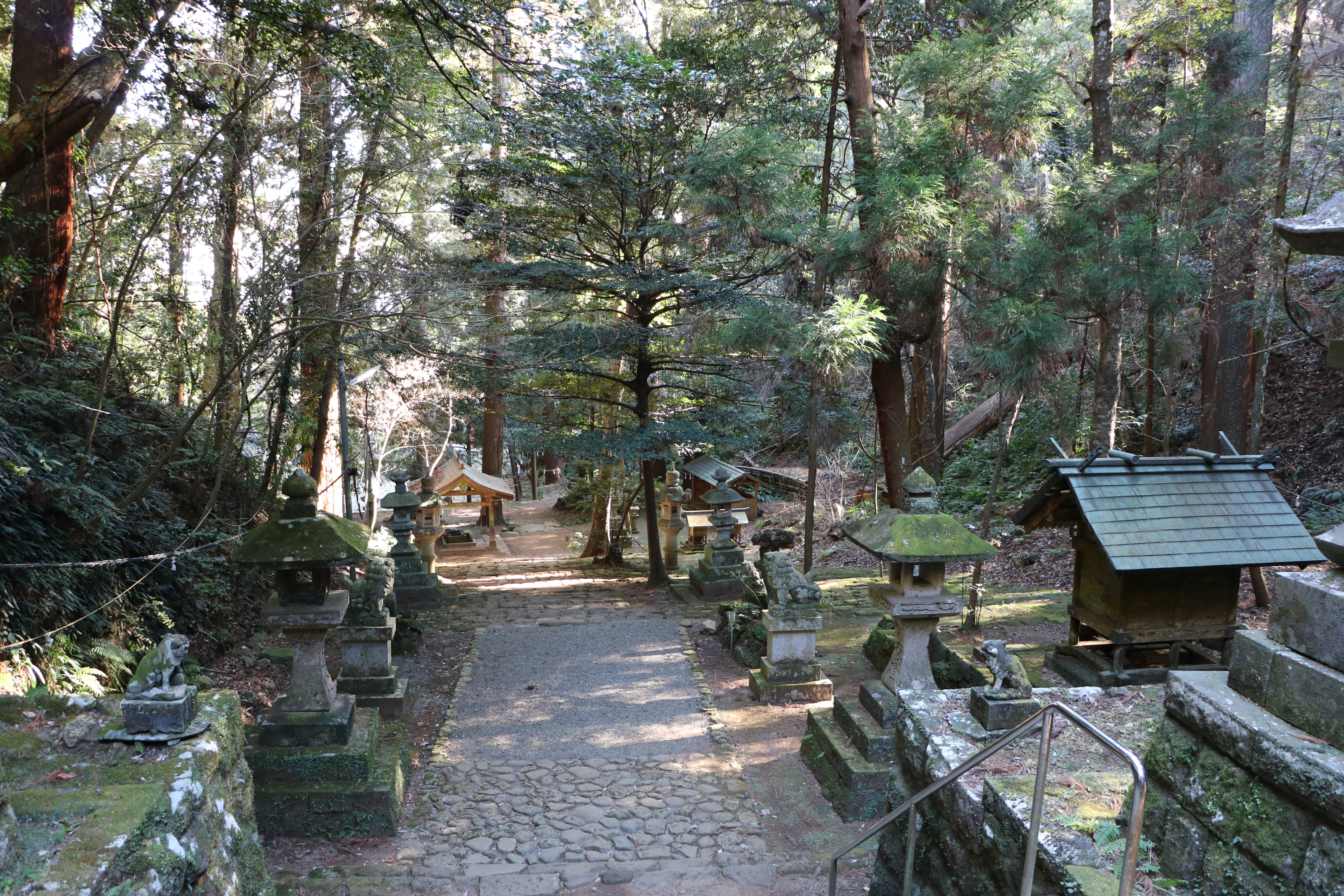
拝殿より下方を望む。

## 交通アクセス
所在地
- 静岡県伊東市八幡野1。

交通
- 伊豆急行伊豆急行線伊豆高原駅から徒歩約20分[21]。
- 国道135号八幡野交差点を山側へ入る[21]。